# Groupe de lacets
En mathématiques, un groupe de lacets (loop group en anglais) est un groupe composé de lacets dans un groupe topologique G.

## Définition
Dans sa forme la plus générale, un groupe de lacets est un groupe d'applications continues d'une variété M dans un groupe topologique G.
Plus précisément, soit M = S1, le cercle dans le plan complexe, et soit LG désignant l'espace des applications continues S1 → G, c'est-à-dire
{\displaystyle LG=\left\{\gamma :S^{1}\to G|\gamma \in C\left(S^{1},G\right)\right\},}
muni de la topologie compacte-ouverte. Un élément de LG est un lacet de G. La multiplication point par point de lacets donne à LG la structure d'un groupe topologique.
L'espace LG est appelé groupe libre de lacets sur G. Un groupe de boucles désigne n'importe quel sous-groupe du groupe libre LG.

## Exemples
Un exemple important de groupe de lacets est le groupe ΩG des lacets pointés sur G. Par définition, c'est le noyau du morphisme {\displaystyle e_{1}:LG\to G,\gamma \mapsto \gamma (1)} , et est donc un sous-groupe distingué fermé de LG. (Ici, e1 est le morphisme qui envoie à un lacet sa valeur à {\displaystyle 1\in S^{1}}.) Notez que nous pouvons plonger G dans LG en tant que sous-groupe des lacets constantes. Par conséquent, nous obtenons une suite exacte courte : {\displaystyle 1\to \Omega G\to LG\to G\to 1.}Des groupes de boucles ont été utilisés pour expliquer le phénomène des transformations de Bäcklund dans les équations du soliton par Chuu-Lian Terng et Karen Uhlenbeck.